# DAYS!?
『DAYS!?』（デイズ）は、広島エフエム放送（広島FM）で毎週月曜から木曜の午後に生放送されているラジオ番組である。『Over The Rainbow』の後継番組として2014年3月31日より『DAYS!』の番組名で放送を開始し、2017年4月3日より現在の番組名に改称された。
広島FMが開局35周年を迎える2017年度の番組改編では『DAYS!?〜35th EDITION〜』として放送時間の拡大やパーソナリティの交代などが行われた。

## 放送時間
- 月曜 - 木曜 13:30 - 16:39（2014年4月 - 2017年3月30日）
- 月曜 - 木曜 13:30 - 17:45（2017年4月3日 - 2018年3月29日）
- 月曜 - 木曜 13:30 - 17:54（2018年4月2日 - 2019年3月28日）
- 月曜 - 木曜 13:30 - 16:50（2019年4月1日 - 2020年9月24日）
  - 14:55 - 15:00に『MY OLYMPIC α』を、15:55-16:00にJFNニュースをそれぞれ内包。
- 月曜 - 木曜 13:30 - 15:55

（2020年9月28日 -2021年3月31日 ）
- - 14:55 - 15:00に『MY OLYMPIC α』を内包。

## パーソナリティ
- 近藤志保（2014年4月-2021年3月、唯一番組開始から最終回まで担当。）
- 濱野歩（コーナーナビゲーター）

### パーソナリティの変遷
- 近藤志保・タケモトコウジ（2014年4月 - 2017年3月：月・火）
- 徳永真紀・キムラミチタ（2014年4月 - 2017年3月：水・木）
- 俊山真美（2016年9月 - 2016年12月 徳永の代理）
- 近藤志保・屋形英貴（2017年4月 - 2019年3月：水・木）
- 近藤志保・山本三季雄（2017年4月-2019年3月:月・火）
- 近藤志保・山本三季雄（2019年度:月-木、山本のみ15時台より登場）
- 近藤志保・山本三季雄（2020年4月-9月、山本は水曜日のみ担当）
- 近藤志保:月・火（2020年10月-2021年3月）
- 俊山真美:水・木（2020年10月-2021年3月）

| 期間   | 期間       | 月・火   | 月・火         | 水・木   | 水・木       |
| 期間   | 期間       | 女性     | 男性           | 女性     | 男性         |
| ------ | ---------- | -------- | -------------- | -------- | ------------ |
| 2014.3 | 2016.8     | 近藤志保 | タケモトコウジ | 徳永真紀 | キムラミチタ |
| 2016.9 | 2016.12    | 近藤志保 | タケモトコウジ | 俊山真美 | キムラミチタ |
| 2017.1 | 2017.3     | 近藤志保 | タケモトコウジ | 徳永真紀 | キムラミチタ |
| 2017.4 | 2019.3     | 近藤志保 | 山本三季雄     | 近藤志保 | 屋形英貴     |
| 2019.4 | 2020.3     | 近藤志保 | 山本三季雄     | 近藤志保 | 山本三季雄   |
| 2020.4 | （2020.9） | 近藤志保 | （空席）       | 近藤志保 | 山本三季雄   |